# Shorncote
Shorncote är en by i civil parish Somerford Keynes, i distriktet Cotswold, i grevskapet Gloucestershire, i England. Byn är belägen 5 km från Cirencester. Shorncott var en civil parish fram till 1894 när blev den en del av Somerford Keynes. Civil parish hade 18 invånare år 1891. Byn nämndes i Domedagsboken (Domesday Book) år 1086, och kallades då Shernecote.